# Трейси Елис Рос
Трейси Елис Рос (на английски: Tracee Ellis Ross) е американска актриса.
Родена е на 29 октомври 1972 година в Лос Анджелис като Трейси Джой Сибърстейн в семейството на певицата Даяна Рос и музикалния мениджър Робърт Елис Силбърстейн. През 1994 година завършва Университета „Браун“, след което работи като манекенка, редактор в модно списание и започва да се снима в киното. Получава широка известност с една от главните роли в комедийните сериали Girlfriends (2000 – 2008) и Black-ish (2014 – 2022), за ролята си в който получава награда „Златен глобус“ за актриса в телевизионен мюзикъл или комедия.